# 溫泉漁港
溫泉漁港位於臺灣臺東縣綠島鄉公館村朝日溫泉北邊，為臺東縣政府所有，委託綠島區漁會管轄的漁港，屬於農業委員會漁業署劃分的第二類漁港之一，目前該漁港因使用率極低，且無設籍船隻，故與公館、中寮漁港合併至綠島漁港共同管理，且暫時不再接受船隻入籍停靠申請。

## 沿革
溫泉漁港興建之前，該海岸即有天然港灣，而溫泉聚落本身漁民人數就不多，漁筏也少，於1970年代即有港口。直到1987年經臺灣省政府撥款新臺幣500萬元，將天然礁石港灣整修為正式港口，設有碼頭15公尺、泊地600平方公尺，以及曳船道一座。爾後因應地方均衡發展需求，再度撥款於既有港口北邊擴建1,000平方公尺泊地、碼頭123.5公尺，以及防潮堤85公尺等。
2001年因應防潮堤損壞進行整修，2003年8月中度颱風杜鵑進逼臺灣，雖暴風中心未登陸本島，仍為臺灣南部地區帶來部分災害，溫泉漁港也在此次風災中受損，因此隔年臺東縣政府辦理溫泉漁港杜鵑颱風風災修復工程，內容包含曳船道鋪面540平方公尺破損整修、西碼頭鋪面25公尺破損整修、泊地淤泥浚挖，以及港口航道整理等。
溫泉漁港於杜鵑颱風災害修復未久，2004年10月中度颱風納坦再度對溫泉漁港造成災害，2005年辦理修復工程，沉箱表面修復75平方公尺、航道打除30平方公尺混凝土塊拓寬航道。2008年再進行碼頭鋪面112平方公尺之整修。
綠島地區雖有綠島、中寮、公館，及溫泉等四座港口，但長期以來綠島的漁船補給、交通船出入均以綠島漁港為主，其他三座漁港則長年使用率極低，且均無設籍船隻，根據兼管中寮、溫泉漁港出入港管制的公館漁港安檢所資料，目前仍有少數漁民會利用中寮、公館漁港作為輔助港口，或是於颱風侵襲前，利用上述兩座港口臨時避風，而溫泉漁港則完全沒有船隻出入。因此在2021年12月10日臺東縣政府農業處正式公告公館、中寮及溫泉漁港合併至綠島漁港管理，並暫停三座漁港的船隻入籍、轉籍、汰建權轉入，及寄港業務。

## 設施
溫泉漁港目前設有碼頭138.5公尺、泊地面積為0.16公頃，並無設有其他港口輔助設施，出入港安檢由海洋委員會海巡署東部分署公館漁港安檢所代為辦理。